# Erythrodontium latifolium
Erythrodontium latifolium är en bladmossart som beskrevs av C. Müller in Paris 1896. Erythrodontium latifolium ingår i släktet Erythrodontium och familjen Entodontaceae. Inga underarter finns listade i Catalogue of Life.